# 4424-es mellékút (Magyarország)
A 4424-es számú mellékút egy 13,5 kilométer hosszú, négy számjegyű országos közút Csongrád-Csanád vármegye területén; Királyhegyes községet köti össze Makóval. Rossz állapotú, kevéssé kiépített és karbantartott út, külterületi szakaszait inkább csak mezőgazdasági célokra használják.

## Nyomvonala
Királyhegyes központjában ágazik ki a 4425-ös útból, annak 5,300-as kilométerszelvényénél, Dózsa György utca néven, nyugati irányban. Egyetlen sarok után északnak fordul, Kis utca néven, majd újra nyugatnak fordulva a József Attila utca nevet veszi fel, és még az első kilométerének elérése előtt ki is lép a község belterületéről. Bő két kilométer után átlépi Makó határát és egyben délnyugati irányba fordul. Itt jobbára lakatlan külterületeken, természetközeli élőhelyek és mezőgazdasági hasznosítású határrészek között vezet; közben, 4,5 kilométer után egy szinte meglepően széles betonhíddal keresztezi a Sámson–Apátfalvi-Szárazér folyását. Már majdnem a 7. kilométerénél jár, amikor eléri az M43-as autópálya nyomvonalát, a sztrádát felüljárón íveli át, csomópont nélkül.
10,4 kilométer után keresztezi a 430-as főutat, majdnem pontosan annak 6. kilométerénél. A folytatásban már belterületen húzódik, Királyhegyesi út néven; pár lépéssel arrébb áthalad a makói ipari parkot kiszolgáló körforgalmon, majd a 11. kilométere után kevéssel keresztezi a Szolnok–Hódmezővásárhely–Makó-vasútvonalat, nyílt vonali szakaszon. A város lakott területei közé érve több kisebb irányváltása és egyben névváltása következik, Tulipán utca, Erdélyi püspök utca, majd Úri utca néven folytatódik. Legutolsó szakaszán dél felé húzódik, ez utóbbi nevet viselve, így ér véget, beletorkollva a 43-as főút 31,500-as kilométerszelvényénél lévő körforgalomba.
Teljes hossza, az országos közutak térképes nyilvántartását szolgáló kira.gov.hu adatbázisa szerint 13,508 kilométer.

## Települések az út mentén
- Királyhegyes
- Makó

## Története
A Cartographia Vállalat 1989-es kiadású Magyarország autóatlasza még a teljes szakaszát bejárhatóként tünteti fel, "egyéb portalanított út" jelöléssel. A Google Utcakép felvételein viszont körülbelül 4 kilométernyi szakasza, Királyhegyes belterületének szélétől a Sámson–Apátfalvi-Szárazér hídjáig nem követhető, ami azt valószínűsíti, hogy rossz állapota miatt már nem mertek végigmenni rajta a felvételeket készítő autóval.